# Wilfredo Miranda Aburto
Wilfredo Miranda Aburto (1991) es un periodista nicaragüense que inició su carrera periodística en Confidencial. Es cofundador del medio Divergentes. Sus notas periodísticas se publican y reproducen también en varios medios en español, entre ellos el diario El País.
Ha cubierto temas políticos pero sobre todo violaciones de derechos humanos: desplazamiento forzado, tráfico ilegal de territorios indígenas, medio ambiente, conflictos mineros y ejecuciones extrajudiciales. Ha colaborado con diferentes medios en Latinoamérica y Estados Unidos, entre ellos el Washington Post en español (donde tuvo una columna de opinión), Univisión Noticias y otras publicaciones en Hispanoamérica. Es uno de los autores del libro de crónicas Rabia. 
Desde junio de 2021 está exiliado en San José, Costa Rica, después que el régimen totalitario de Daniel Ortega y Rosario Murillo comenzó a perseguirlo y hostigarlo por su labor periodística. Su primer exilio fue en 2019, después que publicó "Disparaban con precisión a matar", una investigación que comprobó por primera vez las ejecuciones extrajudiciales cometidas por policías y paramilitares del régimen sandinista. A pesar del acoso y persecución, no ha dejado de hacer periodismo sobre Nicaragua. A mediados de junio de 2020, fundó el medio de investigación periodístico Divergentes, de la mano de sus colegas Néstor Arce y Carlos Herrera. En febrero de 2023, el régimen Ortega-Murillo despojó de su nacionalidad nicaragüense a Miranda, junto a otros 93 nicaragüenses opositores, feministas, periodistas, escritores y líderes políticos.  

## Reconocimientos
Wilfredo ha recibido varios reconocimientos por sus reportajes e investigaciones periodísticas. 
- El retro tras la masacre: Premios Ortega y Gasset (2022).

El jurado ha resaltado que se trata de un trabajo que “reúne todo lo exigible al buen periodismo: información, diferentes puntos de vista, numerosas voces y análisis exhaustivo. Pulsa, además, varias teclas que serían aplicables a otros lugares del mundo. Integra numerosos formatos, bien ejecutados y combinados, pensados para una audiencia plural, que permiten entender la realidad que vive el país centroamericano”. El jurado también ha resaltado “las circunstancias en las que se ha realizado este trabajo, bajo la presión de un régimen totalitario”.

- Premio de la Sociedad Interamericana de Prensa, SIP (2022).

- "¡Disparaban con precisión: a matar!" (del 26 de mayo de 2018): Premio Iberoamericano en los Premios Internacionales de Periodismo Rey de España (2018), de Agencia EFE y la Agencia Española de Cooperación Internacional. Sobre este el jurado afirmó:[6]

«[Es un] interesante ejemplo de investigación, que aporta datos contundentes y muy graves sobre la represión de las protestas ocurridas en Nicaragua desde abril de 2018 y que el Gobierno de ese país había negado... tuvo una gran repercusión en medios y redes y concitó el interés de la Comisión Interamericana de Derechos Humanos (CIDH), que incluyó los datos obtenidos en su informe sobre la situación en Nicaragua y se demostró que los disparos no fueron accidentales, sino efectuados por francotiradores».

- Seis veces ganador del Premio Nacional a la Excelencia Periodística Pedro Joaquín Chamorro.

- Finalista Premio Roché que promueve la Fundación Gabo.
- Mención de Honor en la Conferencia Latinoamericana de Periodismo de Investigación, COLPIN (2016).
- Premio de Periodismo de la Universidad de Chile de Periodismo Diego Portales (2016).
- Premio de la Iniciativa para el Periodismo de Investigación en las Américas que promueve CONNECTAS y el ICFJ.